# 高雄市立右昌國民中學
高雄市立右昌國民中學（英語：Kaohsiung Municipal Youchang Junior High School，縮寫：YOCJH），簡稱右昌國中或右中，是位於高雄市楠梓區的一所國民中學。

## 簡介
1973年9月奉准設校時，僅招收一年級新生六班，三百一十七人，暫借右昌國小教室上課。
目前（106學年度上學期）一年級共有14個班級，二年級共有13個班級，三年級共有14個班級，另設有補校供社區民眾進修。

## 歷任校長
- 第一任 曾文卿 1973年11月至1980年7月
- 第二任 蔡振麟 1980年8月至1988年7月
- 第三任 鍾光和 1988年8月至1997年7月
- 第四任 陳樹城 1997年8月至2005年7月
- 第五任 洪杏杰 2005年8月至2011年7月
- 第六任 方靜慧 2011年8月至2018年7月
- 第七任 黃永璋 2018年8月至現在

## 校區建築
- 仁愛、信義、和平大樓
- 莊敬、自強、勤學大樓
- 行政大樓 - 活動中心

## 紀念小書包
於第38屆校慶期間販賣紀念小書包，跟進其他學校的小書包風潮。樣式與學生使用的書包相同，但大小僅適合當作錢包或手機袋等小型置物空間。

## 校服
現今校服如以下內容介紹。
- 運動服

胸前及背後底色為深藍色，胸前右上角印有白色校徽，並依規定在校徽上方繡上白色學號。兩邊袖子從肩膀開始延伸，夏季運動服延伸至手臂，冬季運動服延伸至手腕；袖子上方有顏色線條，有三種顏色，依順序為藍綠色、鮮紅色及鮮黃色。顏色依入學學年不同。（例如：2010年入學為鮮黃色，2011年入學為藍綠色，2012年入學為鮮紅色，2013年入學為鮮黃色。）
運動服裝不分男女。
- 紀念Ｔ恤

校慶時發放紀念Ｔ恤。
Ｔ恤皆為短袖，底色為單一顏色，右上角印有該屆紀念圖案，圖案為黑白兩色或黑色，並依規定在圖案上方繡上藍色學號。Ｔ恤底色顏色有三種，依入學學年不同，2012年終止發放，2013年起恢復但須自費。（例如：2010年入學為鮮黃色，2011年入學為藍綠色，2012年入學為鮮紅色，2013年入學為鮮黃色。）
紀念Ｔ恤不分男女。
- 制服

男生制服類似襯衫，白色衣領，衣服底色為淺藍色，灰白細條紋相間。胸口右上角有一袋子，帶上印有藍色校徽，依規定在帶子上方袖上藍色年級槓、姓名及班級。夏季制服為短袖，冬季制服為長袖，除此夏冬制服沒有其他不同處。

女生夏季制服為水手服。
- 外套

該校外套屬於夾克外套，外部以深藍色為底搭上彼此互相交錯的墨綠色線條構成，內部為深藍色，外套的左上角(以穿著外套者來看)會刺上校徽及學號。

## 校刊
每年發行一本校刊。校刊名為右中青年，內容刊載活動照片、教師專訪、學生繪畫作品、學生文章作品及心情留言板等內容。2018年6月發行第43期，為最近一次發行。

### 刊物內容
- 第35期（2010年6月發行）

由於徵文時學生作品短缺，本期校刊內容較其他期數缺乏。
- 第34期（2009年6月發行）
- 第33期（2008年6月發行）

封面人物是當時就讀右昌國中的藝人昆凌，在綜藝節目我愛黑澀會以小名漢娜出道；內容也有昆凌的個人專訪。
- 第32期（2007年6月發行）

## 學區
- 建昌里、大昌里、福昌里、泰昌里
- 久昌里、廣昌里、隆昌里
- 慶昌里、裕昌里（1、2、3、4、5鄰）、宏榮里（24鄰）
- 興昌里（除了13、14、17、19鄰以外）
- 盛昌里（除了18、19、20、24、25、26、27鄰以外）
- 秀昌里（與中山附中共同學區）
- 和昌里、莒光里、光輝里（與立德國中共同學區）

## 校友
- 昆凌（武谊蓁）：周杰伦现任妻子、模特演员主持人
- 詹順貴：前環保署副署長 第三屆校友

## 外部連結
- 高雄市立右昌國民中學（繁體中文）